# Condado de Portage (Ohio)
El condado de Portage (en inglés: Portage County), fundado en 1807, es uno de 88 condados del estado estadounidense de Ohio. En el año 2000, el condado tenía una población de 152,061 habitantes y una densidad poblacional de 119 personas por km². La sede del condado es Ravenna. El condado recibe su nombre en honor a la derivación del porteo (portage, en inglés) de canoas de los indios para salvar obstáculos en los ríos.

## Geografía
Según la Oficina del Censo, el condado tiene un área total de 1,313 km², de la cual 1,275 km² es tierra y 38 km² (2.90%) es agua.

### Condados adyacentes
- Condado de Geauga (norte)
- Condado de Trumbull (este)
- Condado de Mahoning (sureste)
- Condado de Stark (sur)
- Condado de Summit (oeste)
- Condado de Cuyahoga (noroeste)

## Demografía
Según la Oficina del Censo en 2000, los ingresos medios por hogar en el condado eran de $44,347, y los ingresos medios por familia eran $52,820. Los hombres tenían unos ingresos medios de $37,434 frente a los $26,232 para las mujeres. La renta per cápita para el condado era de $20,428. Alrededor del 9.30% de la población estaban por debajo del umbral de pobreza.

## Municipalidades

### Villas
- Aurora city
- Brady Lake village
- Garrettsville village
- Hiram village
- Kent city
- Mantua village
- Mogadore village
- Ravenna city
- Streetsboro city
- Sugar Bush Knolls village
- Windham village

### Lugares designados por el censo
- Brimfield

### Áreas no incorporadas
- Diamond
- Wayland

### Municipios
El condado de Portage está dividido en 18 municipios:
- Atwater
- Brimfield
- Charlestown
- Deerfield
- Edinburg
- Franklin
- Freedom
- Hiram
- Mantua
- Nelson
- Palmyra
- Paris
- Randolph
- Ravenna
- Rootstown
- Shalersville
- Suffield
- Windham